# 라트비아 독립 전쟁
라트비아 독립 전쟁(라트비아어: Latvijas brīvības cīņas) 때때로 라트비아 해방 전쟁(라트비아어: Latvijas atbrīvošanas karš)은 1918년 12월 5일 라트비아 공화국이 선포된 이후 소비에트 러시아가 침공한 때부터 1920년 8월 11일 리가 평화 조약이 체결된 때까지 벌어진 라트비아의 전쟁이다. 라트비아 임시 정부는 에스토니아, 영국, 백군, 폴란드 제2공화국, 리투아니아의 지지를 받았으며 제1차 세계 대전의 연합국도 라트비아를 지원했다. 러시아 소비에트 사회주의 공화국은 볼셰비키가 세운 라트비아 사회주의 소비에트 공화국을 지지하며 라트비아와 맞섰고 독일 제국과 발트 해의 귀족들은 민족주의 세력 및 연합군과 동맹을 맺었지만 궁극적으로는 독일의 라트비아 지배를 목표로 하고 있었다.
결과적으로 라트비아는 서부 러시아 의용군 주도의 독일 세력과 볼셰비키 주도의 러시아 SFSR 세력을 동시에 상대해야 했지만, 결국 연합군이 지원하는 라트비아가 전쟁에서 승리하게 되었다. 몇몇 전쟁의 전투는 폴란드-소비에트 전쟁의 일부이기도 하며, 소비에트 세력은 라트비아 점령에 실패함으로써 소비에트 서부 공세의 궁극적인 목표도 이루어질 수 없게 되었다.

## 같이 보기
- 제1차 세계 대전의 여파
- 에스토니아 독립 전쟁
- 발트 연합공국
- 동부상급지휘관